# Vinohradská vodárenská věž
Vinohradská vodárenská věž je bývalá vodohospodářská stavba, která stojí v Korunní ulici v Praze 10. Od roku 2024 je jpřestavována na osvětové centrum o vodě Hydropolis, s očekávaným otevřením na konci roku 2026.

## Historie
Byla postavena v roce 1882 v novorenesančním slohu podle projektu architekta Antonína Turka. Byla součástí systému zásobování vodou města Královské Vinohrady, který sestával z vodárny v Podolí, podzemních vodojemů, čerpací stanice a věžového vodojemu na vinohradské Korunní třídě. Dvoukomorový podzemní vodojem byl dobudován v roce 1891, kdy také přibyla nová kotelna. Původní čerpadla poháněná parními stroji v přečerpávací stanici byla po roce 1914 nahrazena elektrickými.
V roce 1962 byla vyřazena z provozu čerpací stanice a věžový vodojem, kam se do té doby přečerpávala voda z podzemních vodojemů, a věž byla přestavěna na byty. V roce 1991 byla stavba prohlášena kulturní památkou. V roce 1993 proběhla rekonstrukce a byla restaurována sochařská výzdoba na věži vodárenské budovy. Budovu v polovině 90. let 20. století předaly Pražské vodárny nynějšímu vlastníku hl. m. Praze. V budově má být koncem roku 2026 otevřeno osvětové centrum o vodě Hydropolis.

## Architektura a výzdoba
Sedmipodlažní hranolová věž vodárenské budovy s novorenesanční fasádou je v posledním patře zdobena sochami troubících andělů na nárožních pylonech. Na atice jsou umístěny hodiny a o poschodí níže se pod nimi nacházejí znaky Královských Vinohrad v kruhových medailonech. V nejvyšším patře, ve výšce 40 m, je vyhlídková terasa, která sloužila jako rozhledna. Z terasy je vidět až do Krkonoš.
Budova stojí v Městské památkové zóně Vinohrady, Žižkov, Vršovice.